# Liste des poissons cashers
Selon les lois de la cacherout,, et notamment le passage du Lévitique, chapitre 11, verset 9, qui indique les espèces aquatiques autorisées, seuls peuvent être consommés les poissons « pourvus de nageoires et d'écailles ». Ainsi, les crustacés et fruits de mer ne sont pas autorisées par la Torah. L'esturgeon, la raie, l'anguille, le congre, etc. (voir liste en lien externe) qui n'ont pas d'écailles, ne sont pas cashers, pas plus que le caviar qui en provient, ou les surimis et soupes s'il n'y a pas de contrôle préalable des espèces utilisées, cependant des substituts existent.